# 雷蒙·布东
雷蒙·布东（法語：Raymond Boudon，1934年1月27日—2013年4月10日），法国社会学家。

## 生平
2013年4月10日，于巴黎逝世。

## 职务与头衔
雷蒙·布东是巴黎第四大学的教授，另参与其他多项机构：
- 法兰西学会下属五个学院之一的法兰西人文院院士；
- 英国国家学术院院士；[3]
- 加拿大皇家学会院士；
- 美国文理科学院院士；[4]

雷蒙·布东曾获得法国荣誉军团骑士勋章和法国艺术及文学勋章。

## 外部連結
- Raymond Boudon's profile at Paris-Sorbonne University (Paris IV) （法文）